# Ilija Bozoljac
Ilija Bozoljac (serbisch-kyrillisch Илија Бозољац; * 2. August 1985 in Aleksandrovac, SR Serbien, Jugoslawien) ist ein serbischer Tennisspieler.

## Karriere
Seine Profikarriere begann er im Jahr 2002. 2006 erreichte er das Viertelfinale beim ATP-Turnier in Zagreb. Nach einem Sieg über Dudi Sela qualifizierte er sich fürs Hauptfeld, wo er Daniele Bracciali und Feliciano López bezwang, bevor er im Viertelfinale gegen Novak Đoković verlor. Bei den French Open 2006 stand er erstmals in der zweiten Runde eines Grand-Slam-Turniers und errang Platz 101 der Weltrangliste, seine beste Platzierung bisher.
Anfang 2007 kam er bei den Australian Open in die zweite Runde, genauso in Wimbledon. Dadurch erreichte er Rang 101 in der Weltrangliste, seine Höchstplatzierung. 2009 qualifizierte er sich für die French Open, wo er knapp gegen Nicolas Kiefer verlor. Er erreichte drei Challenger-Finals und stand wieder auf dem Sprung in die Top 100. 2010 erreichte er das Challenger-Finale im Turnier in Belgrad.
Seit 2003 spielt er für die serbische Davis-Cup-Mannschaft.

## Erfolge
| Legende (Anzahl der Siege)  |
| Grand Slam                  |
| ATP World Tour Finals       |
| ATP World Tour Masters 1000 |
| ATP World Tour 500          |
| ATP World Tour 250          |
| ATP Challenger Tour (19)    |

### Einzel

#### Turniersiege
| Nr. | Datum              | Turnier    | Belag     | Finalgegner           | Ergebnis      |
| --- | ------------------ | ---------- | --------- | --------------------- | ------------- |
| 1.  | 10. September 2006 | Donezk     | Hartplatz | Tomáš Cakl            | 6:4, 3:6, 7:5 |
| 2.  | 14. September 2008 | Ljubljana  | Sand      | Giancarlo Petrazzuolo | 6:4, 6:3      |
| 3.  | 21. September 2008 | Banja Luka | Sand      | Daniel Gimeno Traver  | 6:4, 6:4      |
| 4.  | 15. Februar 2014   | Kalkutta   | Hartplatz | Jewgeni Donskoi       | 6:1, 6:1      |

### Doppel

#### Turniersiege
| Nr. | Datum              | Turnier     | Belag         | Partner           | Finalgegner                            | Ergebnis           |
| --- | ------------------ | ----------- | ------------- | ----------------- | -------------------------------------- | ------------------ |
| 1.  | 9. Februar 2003    | Belgrad (1) | Teppich (i)   | Nenad Zimonjić    | Darko Mađarovski Janko Tipsarević      | 6:1, 6:4           |
| 2.  | 12. November 2005  | Nashville   | Hartplatz (i) | Brian Wilson      | Santiago González Diego Hartfield      | 7:66, 6:4          |
| 3.  | 19. März 2006      | Sarajevo    | Hartplatz (i) | Viktor Troicki    | Alexander Peya Lars Uebel              | 6:3, 6:4           |
| 4.  | 19. Januar 2008    | Miami       | Sand          | Dušan Vemić       | Jean-Julien Rojer Márcio Torres        | 7:5, 6:4           |
| 5.  | 19. Oktober 2008   | Calabasas   | Hartplatz     | Dušan Vemić       | Somdev Devvarman Nathan Healey         | 1:6, 6:3, [13:11]  |
| 6.  | 21. Februar 2010   | Belgrad (2) | Teppich (i)   | Jamie Delgado     | Dustin Brown Martin Slanar             | 6:3, 6:3           |
| 7.  | 14. März 2010      | Rabat       | Sand          | Daniele Bracciali | Oleksandr Dolhopolow Dmitri Sitak      | 6:4, 6:4           |
| 8.  | 21. März 2010      | Marrakesch  | Sand          | Horia Tecău       | Jamie Cerretani Adil Shamasdin         | 6:1, 6:1           |
| 9.  | 21. April 2013     | Sarasota    | Sand          | Somdev Devvarman  | Steve Johnson Bradley Klahn            | 6:75, 7:63, [11:9] |
| 10. | 27. April 2014     | Savannah    | Sand          | Michael Venus     | Facundo Bagnis Alex Bogomolow          | 7:5, 6:2           |
| 11. | 20. Juli 2014      | Recanati    | Hartplatz     | Goran Tošić       | James Cluskey Laurynas Grigelis        | 5:7, 6:4, [10:5]   |
| 12. | 11. April 2015     | Neapel      | Sand          | Filip Krajinović  | Nikolos Bassilaschwili Aljaksandr Bury | 6:1, 6:2           |
| 13. | 19. September 2015 | Banja Luka  | Sand          | Flavio Cipolla    | Jaroslav Pospíšil Jan Šátral           | 6:2, 7:5           |
| 14. | 14. November 2015  | Bratislava  | Hartplatz (i) | Igor Zelenay      | Ken Skupski Neal Skupski               | 7:63, 4:6, [10:5]  |
| 15. | 21. November 2015  | Brescia     | Hartplatz (i) | Igor Zelenay      | Mirza Bašić Nikola Mektić              | 6:0, 6:3           |